# Rio Arjochi
O Rio Arjochi é um rio da Romênia afluente do rio Crişul Negru, localizado no distrito de Bihor.